# أندريه ماري أمبير
اندريه ماري أمبير (بالفرنسية: André-Marie Ampère) (1775 - 1836) هو عالم ورياضي فرنسي أجرى عدة تجارب على الظواهر الكهرومغناطيسية بعد أن سمع باكتشاف أورستد لتأثير التيار الكهربائي في سلك على إبرة مغناطيسية بقربه. وقد بين أمبير هذا التأثير بين سلكين يحملان تيارين بفعل المجالين المغناطيسيين حولهما. وقد سميت وحدة قياس شدة التيار أمبير باسمه.

## بدايات حياته
ولد أمبير في العشرين من شهر يناير عام 1775 في ليون بفرنسا وعاش هناك من سنة 1775 إلى سنة 1796 قرب حصن بولموكساومونت ديور. والده بدأ بتعليمه اللاتينية ولكنه توقف عندما اكتشف ميل الطفل الصغير للدراسات الرياضية. أمبير الصغير, واصل دروسه في اللاتينية لكى يتمكن من قراءة أعمال اويلر وبرونللى. وعند بلوغه سن الرابعة عشر أنهى قراءة عشرين موسوعة من الحجم الكبير.
بعد ذلك وعندما كان في الثامنة عشر من عمره يمكننا القول بأنه عرف الكثير عن الرياضيات والعلوم ولكن علمه اقترب تقريبا من كامل دورة المعرفة—التاريخ, الرحلات, الشعر, الفلسفة والعلوم الطبيعية.
خلال الثورة استقر هو وأبوه في ليون متوقعين انهم سيكونون في أمان داخل المدينة. على غير المتوقع, بعد أن حدثت الثورة في المدينة ثم أخذ الأب كضحية وتم إعدامه. موته هذا كان صدمة كبيرة على أمبير.
في سنة 1796 قابل جولى كارون, ابنة حداد بقرب ليون, وتفجرت مشاعر بينهم. وتزوجا في عام 1799. وبدءا من عام 1796 تقريبا أعطى أمبير دروسا خصوصية في ليون في الرياضة والكيمياء واللغات; وفي عام 1801 تم نقله إلى بورج كمدرس في الفيزياء والكيمياء، وترك زوجته المريضة وابنه الصغير في ليون. ثم ماتت في يوليو 1803, مما أزّم أمبير بقية حياته. أيضا في عام 1804, تم تعيين أمبير مدرسا للرياضيات في مدرسة ليون.
اعتاد أمبير أن يقول وهو في الثامنة عشرة من عمره "في خلال ثمانية عشر عام وجد نقاط تحول حياته, تتويجه الأول, قراءة قصيدة توماس لمدح ديسكارتس, ومشاركته في احتفال الباستيل... في يوم موت زوجته كتب اشعار من المزامير, والمصلى, ربى, رب الرحمة, اجمعني في الجنة مع الذين منعتني من حبهم على الأرض. ضايقته أحزان جدية في ذلك الوقت وجعلته غير سعيدا. بعدها لجأ لقراءة الانجيل وإلى الآباء في الكنيسة.

## إسهاماته في الفيزياء والدراسات
ساعدته توصيات جان باتيست جوزيف ديلامبر في الحصول على المنصب في ليون وبعد ذلك في المنصب البسيط في الجامعة المتعددة التقنيات في باريس, تم اختياره للعمل كمدرس رياضيات عام1809. وهنا استكمل أبحاثه العلمية ودراساته اليقظة بدون انقطاع إلى أن تم اختياره عضو في المعهد في عام 1814.
شهرة أمبير استندت في الأساس إلى اكتشافه العلاقة بين المغناطيسية والكهربائية, وتطوير علم الكهرومغناطيسية أو كما أطلق عليه: الديناميكا الكهربية. في 11 سبتمبر 1820 سمع عن اكتشاف هانز أورستد الذي اكتشف تحرك ابرة مغناطيسية نتيجة مرور تيار كهربى. بعد ذلك بأسبوع في 18 سبتمبر، سلم أمبير بحثه إلى الأكاديمية تحتوى معلومات أكثر عن هذه الظاهرة. في نفس اليوم وضح أمبير للأكاديمية أن الأسلاك المتوازية التي تحمل تيار تتجاذب وتتنافر على حسب اتجاهات التيار داخلهم.و هذا أسس علم الديناميكا الكهربية.

## أعمالهُ الأخيرة
افتتح أمبير في أيامهِ الأخيرة مجال الكهرومغناطيسية، واكتشف خاصية القطاع والعناية وطور نظرية رياضية التي لم تشرح فقط الظاهرة الكهرومغناطيسية ولكنها شرحت وتنبأت بظواهر أخرى. وكانت آخر أعمال أمبير التي نشرت هي "مقالة في فلسفة العلم أو الشرح على التصنيف الطبيعي للمعرفة الإنسانية"

## وفاته
مات أمبير في مارسيليا ودفن في سيميتير دى مونمارتر، باريس.

## روابط خارجية
- أندريه ماري أمبير على موقع الموسوعة البريطانية (الإنجليزية)
- أندريه ماري أمبير على موقع إن إن دي بي (الإنجليزية)